# 2016年のサッカー
2016年のサッカーでは、2016年のサッカー関連の出来事をまとめる。

## できごと

### 1月
- 1日 - 【JFA】第95回天皇杯全日本サッカー選手権大会決勝が味の素スタジアムで行われ、J1ガンバ大阪がJ1浦和レッズに2-1で勝利し、2大会連続5度目の優勝[1][2][3]。
- 7日 - 【FIFA】 国際サッカー連盟（以下FIFAと表記）副会長のミシェル・プラティニが、2月26日に行われるFIFA会長選に出馬しないことを表明。プラティニは現会長のゼップ・ブラッターとともに倫理委員会から8年間の資格停止処分を受けていた[4]。
- 10日 - 【JFA・高体連】第24回全日本高等学校女子サッカー選手権大会決勝がノエビアスタジアム神戸で行われ、藤枝順心（東海第1・静岡）が神村学園（九州第1・鹿児島）に3-2で勝利し、9年ぶり2回目の優勝[5]。
- 11日
  - 【JFA・高体連・民放43社】第94回全国高等学校サッカー選手権大会決勝戦が埼玉スタジアム2002で行われ、東福岡（福岡）が國學院大學久我山（東京A）に5-0で勝利し、17年ぶり3回目の優勝[6]。
  - 【FIFA】2015年のFIFAバロンドール授賞式がスイスのチューリッヒで行われ、FCバルセロナのリオネル・メッシが3年ぶり5度目の受賞、女子最優秀選手賞にカーリー・ロイドが初受賞[7]。
- 16日 - 【なでしこリーグ】 浦和レッドダイヤモンズレディースは同クラブ所属選手で、2012年U-20サッカー日本女子代表主将を務めた藤田のぞみが2015年シーズン限りで現役を引退したことを発表した[8]。
- 17日 - 【JFA・JUWFA】第24回全日本大学女子サッカー選手権大会決勝が味の素フィールド西が丘で行われ、早稲田大学（関東第1）が神奈川大学（関東第5）に2-1で勝利し、5年ぶり4回目の優勝[9]。
- 26日（現地時間） - 【AFC】カタールで開催のAFC U-23選手権2016兼2016年リオデジャネイロオリンピック・アジア地区男子最終予選準決勝で日本がイラクに2-1で勝利し、6大会連続のオリンピック出場決定[10]。
- 30日（現地時間） - 【AFC】AFC U-23選手権2016兼リオデジャネイロオリンピック・アジア地区男子最終予選決勝で日本が韓国と対戦。韓国に0-2と先制された後半22分以降に日本が浅野拓磨（サンフレッチェ広島）の2得点などで3点を挙げて3-2と逆転勝ち、初優勝[11][12]。
- 31日 - 【JFA】日本サッカー協会の臨時評議員会が行われ、現会長の大仁邦彌の後任を決定する会長選挙を協会創設以来初めて実施。副会長の田嶋幸三（国際サッカー連盟理事）と専務理事の原博実が立候補し、投票の結果田嶋が40対34（白票1）で原を破り、第14代となる新会長に内定[13][14]。その後3月27日に開催された定時評議員会及び理事会を経て正式に就任した[15][16]。

### 2月
- 1日 - 【Jリーグ】コンサドーレ札幌が、この日より球団名を『北海道コンサドーレ札幌』に、ホームタウンを「札幌市」から「札幌市を中心とする北海道全域」にそれぞれ変更[17]。
- 12日 - 【Jリーグ】山崎製パンの子会社で、J1カップ戦の冠スポンサーを務めるヤマザキ・ナビスコ株式会社が、モンデリーズ・インターナショナルとのライセンス契約を先方都合で8月いっぱいを以って終了させ、9月から社名を「ヤマザキビスケット株式会社」に変更すると発表した[18]。なお2016年については17日に従前名称「ヤマザキナビスコカップ」で決勝まで行い、2017年以降について改めて協議することが明らかにされた[19]。
- 14日 - 【Jリーグ】2015年秋に大阪府吹田市の万博記念公園内に完成した「市立吹田サッカースタジアム」でオープニングマッチ「Panasonic Cup・ガンバ大阪VS名古屋グランパスエイト」が行われ、3-1でガンバが勝利した[20]。
- 17日
  - 【Jリーグ】 Jリーグカップの冠スポンサーを務めるヤマザキナビスコが、相手先とのライセンス契約終了により9月に社名変更することに伴い[18]、2017年以降開催されるカップ戦の名称についてJリーグ側と改めて協議することが明らかに。なお2016年は従来通り「ヤマザキナビスコカップ」で施行される[19]。
- 17日（現地時間）
  - 【FIFA】倫理委員会、2018、22両年のFIFAワールドカップ招致に絡む不正調査に非協力的だったとして、元FIFA理事のフランツ・ベッケンバウアーに対し、警告及び7000スイスフランの罰金処分を科したことを発表[21]。
- 20日 - 【Jリーグ】FUJI XEROX SUPER CUP2016が日産スタジアムで行われ、2015年度Jリーグ王者・サンフレッチェ広島が天皇杯王者・ガンバ大阪を3-1で破り、2年ぶり4回目のスーパーカップ優勝[22][23]。
- 23日 - 【Jリーグ】Jリーグは東京武蔵野シティFCとFC今治をJリーグ百年構想クラブとして承認すると発表[24]。
- 26日（現地時間） - 【FIFA】国際サッカー連盟（FIFA）臨時総会がチューリッヒ（スイス）にて開催され、ゼップ・ブラッターの後任を選出するFIFA会長選挙を行い、2回目の投票の結果、欧州サッカー連盟（UEFA）事務総長のジャンニ・インファンティーノが第9代となる新会長に選出された[25][26]。

### 3月
- 7日 - 【AFC】リオデジャネイロオリンピックサッカーアジア地区女子最終予選で日本は2000年のシドニーオリンピック以来4大会ぶりにアジア予選敗退、ならびにリオ五輪出場権を逃したことが決定。オーストラリアと中国のリオデジャネイロオリンピック出場が決定[27]。
- 10日 - 【JFA】 日本サッカー協会の理事会において、新たに副会長及び会長代行として元日本代表監督の岡田武史を、また技術委員長にG大阪・名古屋などの監督を歴任した西野朗を据える人事案を発表[28]。その後3月27日に行われた理事会で正式に就任した[29][30]。
- 11日
  - 【JFA】日本サッカー協会はサッカー日本女子代表の佐々木則夫監督の退任を正式発表[31]。
  - 【JFA】日本サッカー協会はフットサル日本代表のミゲル・ロドリゴ監督が契約満了により退任することを発表[32]。
- 12日 - 【Jリーグ】J1・柏レイソルのミルトン・メンデス監督が家族の健康上の問題のため辞任を表明。後任は下平隆宏ヘッドコーチが昇格[33][34]。
- 13日（現地時間） - 【リーグ・アン】フランス・リーグアン第30節でパリ・サンジェルマンがトロワに9-0で勝利し、4シーズン連続6回目の優勝が決定[35]。
- 23日 - 【JFA】日本サッカー協会はフットサル日本代表の監督にシュライカー大阪の木暮賢一郎監督が暫定で就任することを発表[36]。
- 29日 - 【FIFA・AFC】2018 FIFAワールドカップ・アジア2次予選（兼AFCアジアカップ2019予選）最終節で、日本がシリアに5-0で勝利したことによりグループ1位が確定し、アジア最終予選進出とAFCアジアカップ2019本大会出場が決定[37]。

### 4月
- 1日 - 【JFA・JIFF】障がい者サッカー7競技団体を統括する「日本障がい者サッカー連盟」が発足[38]。初代会長に北澤豪が就任[38]。
- 12日（現地時間） - 【FIFA・AFC】2018 FIFAワールドカップ・アジア3次予選（最終予選）の組み合わせ抽選会が行われ、日本はグループBに入り、オーストラリア、サウジアラビア、アラブ首長国連邦、イラク、タイと同組になることが決定[39]。
- 14日（現地時間） -【FIFA・IOC】リオデジャネイロオリンピックサッカー競技の組み合わせ抽選会が行われ、日本はグループBに入り、スウェーデン、コロンビア、ナイジェリアと同組になることが決定[40]。
- 16日 - 【Jリーグ】4月14日に発生した熊本地震の影響により、4月16日・17日に開催予定だったJ1・J2・J3のうち6試合の中止が決定[41]。
- 17日 - 【Jリーグ】暴風の影響で北陸地方で行われる予定だった明治安田生命J2リーグの金沢 - 愛媛と明治安田生命J3リーグの富山 - 鳥取の2試合の中止が決定[42]。
- 19日 - 【Jリーグ】4月23日に行われる予定だった明治安田生命J2リーグ・第9節熊本 - 横浜FC戦が熊本地震の影響で中止、順延することを発表[43]。
- 21日 - 【Jリーグ】熊本地震の影響でロアッソ熊本絡みの明治安田生命J2リーグ・第10節 - 第12節の3試合が中止、順延することを発表[44]。
- 23日（現地時間） - 【OFC】OFCチャンピオンズリーグ2016決勝でオークランド・シティ（ニュージーランド）がチーム・ウェリントン（ニュージーランド）に3 - 0で勝利して、6年連続8回目の優勝[45]。
- 25日（現地時間） - 【セリエA】セリエA第35節で2位のナポリがローマに0 - 1で敗れ、前日に勝利したユヴェントスの5シーズン連続32回目のリーグ優勝が決定[46]。
- 27日
  - 【JFA】日本サッカー協会は、サッカー日本女子代表（なでしこジャパン）の新監督に高倉麻子・U-20女子日本代表監督が就任することを正式発表[47]。日本では男女のA代表で史上初の女性監督が誕生[48]。なお高倉は、なでしこのU-20の監督もそのまま続投するとしており、今後はU-20とA代表の監督を掛け持ちする[49]。
  - 【CONCACAF】CONCACAFチャンピオンズリーグ2015-16決勝第2戦でクルブ・アメリカ（メキシコ）がディグレスに2 - 1、2戦合計で4 - 1で勝利して2年連続7回目の優勝[50]。

### 5月
- 2日（現地時間） - 【プレミアリーグ】プレミアリーグ第36節で2位トッテナムはチェルシーと2 - 2の引き分けで前日の試合を引き分けたレスターの初優勝が決定[51]。
- 7日（現地時間） - 【ブンデスリーガ】ブンデスリーガ第33節で1位バイエルン・ミュンヘンはインゴルシュタットに2 - 1で勝利し、4シーズン連続26回目の優勝が決定[52]。
- 13日 - 【FIFA】この日行われたFIFA年次総会で、 コソボと ジブラルタルのFIFA加盟が承認された[53]。
- 14日（現地時間） - 【リーガ・エスパニョーラ】リーガ・エスパニョーラ第38節で1位バルセロナはグラナダに3 - 0で勝利し、2シーズン連続24回目の優勝が決定[54]。
- 20日 - 【JFA】 日本サッカー協会（JFA）は、高倉麻子監督就任後初となるサッカー日本女子代表（なでしこジャパン）メンバーを発表。新生なでしこジャパンでは中里優（日テレ・ベレーザ）、高木ひかり（ノジマステラ神奈川相模原）ら若手5人が初選出される一方、佐々木則夫前監督時代からは川澄奈穂美、大野忍（INAC神戸レオネッサ）、岩清水梓（日テレ・ベレーザ）などベテランの多くが選外となるなど顔ぶれが大きく変化した[55]。
- 28日（現地時間） - 【UEFA】UEFAチャンピオンズリーグ 2015-16 決勝が イタリア・ミラノのスタディオ・ジュゼッペ・メアッツァで行われ、レアル・マドリードとアトレティコ・マドリードのマドリードダービーは1 - 1となり、延長戦でも決着が付かずPK戦の末、レアル・マドリードが5 - 3で制し、2シーズンぶり11回目の優勝[56]。

### 6月
- 5日 - 【JFL】JFL・1stステージ第15節で1位流経大ドラゴンズ龍ケ崎は2位FC大阪に1 - 0で勝利し、1stステージ1位でJFLチャンピオンシップの出場権を獲得[57]。
- 7日 - 【JFA】キリンカップサッカー2016決勝（市立吹田サッカースタジアム）で日本はボスニア・ヘルツェゴビナに1 - 2で敗れ、準優勝。勝ったボスニア・ヘルツェゴビナは初優勝[58]。
- 11日（現地時間） - 【OFC】OFCネイションズカップ2016決勝が パプアニューギニア・ポートモレスビーで行われ、ニュージーランドとパプアニューギニアは0 - 0から延長戦でも決着がつかずPK戦の末、ニュージーランドが4 - 2で勝利し、2大会ぶり5回目の優勝[59]。
- 15日 - 【Jリーグ】J2・横浜FCのミロシュ・ルス監督が健康上の理由で監督を辞任[60]。後任監督に中田仁司強化育成テクニカルダイレクターが就任[61]。
- 21日 -
  - 【Jリーグ】AC長野パルセイロのホームタウンに佐久市が追加されることを発表[62]。
  - 【Jリーグ】 Jリーグカップの冠スポンサーを務めるヤマザキナビスコが9月に社名を『ヤマザキビスケット株式会社（YBC）』に変更することに伴い、カップ戦の名称を『JリーグYBCルヴァンカップ』として施行されることが決定。新名称は8月31日の準々決勝第1戦から使用される。またヤマザキ側は2019年まで特別協賛を継続することも合わせて発表した[63][64]。
- 24日 - 【JFL】 ファジアーノ岡山ネクストが2016年シーズンをもってチームの活動終了を発表[65]。
- 25日 - 【Jリーグ】明治安田生命J1リーグ・1stステージ第17節で1位鹿島アントラーズがアビスパ福岡に2 - 0で勝利し、鹿島アントラーズの1stステージ優勝が決定[66]。
- 26日（現地時間）- 
  - 【CONMEBOL・CONCACAF】コパ・アメリカ・センテナリオ決勝が アメリカ合衆国・イーストラザフォードのメットライフ・スタジアムで行われ、チリとアルゼンチンは0 - 0から延長戦でも決着がつかずPK戦の末、チリが4 - 2で勝利し、2大会連続2回目の優勝[67]。
  - 【CONMEBOL】アルゼンチン代表のリオネル・メッシがアルゼンチン代表からの引退を表明[68]。（8月13日、代表引退を撤回[69]）

### 7月
- 1日 - 【FIFA・IOC】 日本サッカー協会は、8月3日に開幕するリオデジャネイロオリンピックサッカー競技の日本代表18名が発表[70]。
- 10日（現地時間） - 【UEFA】UEFA EURO 2016決勝が フランス・サン＝ドニのスタッド・ド・フランスで行われ、ポルトガルがフランスを延長戦の末1-0で下し、初優勝[71]。
- 14日 - 【JFA】 日本サッカー協会は定例理事会を開催し、2017年1月1日に開催する予定の第96回天皇杯全日本サッカー選手権大会決勝戦の会場について、大阪府吹田市の吹田市立スタジアムを選定・承認したことを発表[72]。関西圏での決勝は王子運動場（神戸市）で行われた第44回大会（1964年）以来52大会ぶり、大阪府下での開催に限定すれば靱蹴球場（大阪市）で開催された第40回大会（1960年）以来56大会ぶりとなる[73]。
- 20日 - 【Jリーグ】Jリーグは、イギリスの動画配信大手パフォーム・グループが提供するライブストリーミングサービス「DAZN（ダ・ゾーン）」と2017年から2026年シーズンまでの10年間、約2100億円の放映権契約を締結したことを発表[74]。また、Jリーグ・DAZN・NTTグループの三者間でホームスタジアムのWi-Fi導入によるライブストリーミング配信などスタジアムにおけるICT化に関する「スマートスタジアム事業」の協業契約も締結[75]。
- 21日（現地時間） - 【UEFA】スペインサッカー協会は、ビセンテ・デル・ボスケの後を引き継ぐサッカースペイン代表新監督にフレン・ロペテギが就任したことを発表した[76]。
- 22日 - 【Jリーグ】J2・FC岐阜は成績不振によりラモス瑠偉監督を解任した事を発表[77]。後任監督に吉田恵コーチが就任[78]。
- 24日 - 【Jリーグ】J1・FC東京は城福浩監督を解任した事を発表[79]。
- 25日 - 
  - 【Jリーグ】J2・ジェフユナイテッド市原・千葉は関塚隆監督の解任と長谷部茂利コーチの監督就任を発表[80]。
  - 【JFL】 この日行われたJFL理事会で、 ファジアーノ岡山ネクストのシーズン終了後のJFL退会が正式に決定[81]。
- 26日 - 【Jリーグ】J1・FC東京は篠田善之コーチが新監督に就任する事を発表[82]。
- 27日（現地時間） -【CONMEBOL】コパ・リベルタドーレス2016の2ndレグが コロンビア・メデジンのエスタディオ・アタナシオ・ヒラルド行われて、コロンビアのアトレティコ・ナシオナルがエクアドルのインデペンディエンテ・デル・バジェに1-0で勝利。1stレグの1-1の引き分けと合わせて2試合合計でも2-1で勝利して27年ぶり2度目の優勝[83]。

### 8月
- 1日 - 【JFA・地域】 全国社会人サッカー連盟は、「全国地域サッカーリーグ決勝大会」の大会名称を「全国地域サッカーチャンピオンズリーグ」に変更した事を発表[84]。
- 18日 - 【Jリーグ】J3・SC相模原は、薩川了洋監督の辞任および強化部への異動を発表[85]。
- 19日（現地時間） - 【FIFA・IOC】リオデジャネイロオリンピックサッカー女子決勝が ブラジル・リオデジャネイロのマラカナンで行われ、ドイツがスウェーデンに2 - 1で勝利して、初優勝[86]。
- 20日
  - 【Jリーグ】J3・SC相模原はCPサッカー（脳性まひ者7人制サッカー）日本代表監督を務めた安永聡太郎が監督に就任したことを発表[87]。
  - （現地時間）【FIFA・IOC】リオデジャネイロオリンピックサッカー男子決勝がリオデジャネイロのマラカナンで行われ、ブラジルとドイツは1 - 1で延長戦に突入し、延長戦でも決着が付かず、PK戦の末ブラジルが5 - 4で勝利して初優勝[88]。
- 23日 - 【Jリーグ】J1・名古屋グランパスは、小倉隆史GM兼監督の休養（11月19日、退団が決定[89]。）およびボシュコ・ジュロヴスキアシスタントコーチの監督代行就任を発表[90]。

### 9月
- 2日 - 【Jリーグ】J3・グルージャ盛岡は運営するいわてアスリートクラブで、前代表取締役副社長による会社資金約2,400万円を私的流用していたことを発表[91]。
- 3日 - 【なでしこリーグ】 2016プレナスなでしこリーグカップ決勝が味の素フィールド西が丘で行われ、日テレ・ベレーザがジェフユナイテッド市原・千葉レディースに4-0で勝利して、2大会ぶり4回目の優勝[92]。
- 4日 - 【AFC】 アジアサッカー連盟は2018 AFC女子アジアカップをヨルダンで開催することを決定。AFC女子アジアカップが西アジア地区で開催されるのは初[93][94]。
- 25日（現地時間） - 【AFC】インドで開催しているAFC U-16選手権2016準々決勝で日本はUAEに1-0で勝利し、2017年にインドで開催のFIFA U-17ワールドカップに2大会ぶり出場が決定[95]。
- 27日 - 【Jリーグ】 J1・アルビレックス新潟は吉田達磨監督の解任と片渕浩一郎コーチの監督昇格を発表[96]。
- 28日 - 【JFA・Jリーグ】2017年シーズンのJリーグ参加資格となるJ1・J2クラブライセンスの審査結果が発表される。北九州・山口が新たにJ1ライセンスを得、群馬がJ1ライセンスを、債務超過だった鳥取がJ2ライセンスを回復した一方、制度導入後初めてJ3鹿児島が、ホームとなる鴨池陸上競技場改修に伴い座席数の確保が困難と判断されJ2ライセンス申請を拒否された[97]。

### 10月
- 1日 - 【Jリーグ】 明治安田生命J1リーグ・2ndステージ第14節で年間順位18位のアビスパ福岡は年間順位16位の名古屋グランパスに0-5で敗れ、年間順位15位のアルビレックス新潟も勝利したため、アビスパ福岡の年間16位以下が確定し、1年でのJ2降格が決定[98]。
- 8日
  - 【なでしこリーグ】 プレナスなでしこリーグ1部第16節で日テレ・ベレーザがベガルタ仙台レディースに1-0で勝利し、2年連続14度目の優勝が決定[99]。
  - 【なでしこリーグ】 プレナスなでしこリーグ2部第17節でノジマステラ神奈川相模原はセレッソ大阪堺レディースと1-1の引き分けとなり、なでしこリーグ2部の優勝と来季のなでしこリーグ1部昇格が決定[100]。
- 11日 - 【Jリーグ】 三菱自動車工業は、浦和レッドダイヤモンズの運営会社の株式の一部を売却する方針を固めた。三菱自は月内にも横浜F・マリノスの運営会社を傘下に持つ日産自動車から34％の出資を受ける予定で、Jリーグは同一企業が複数クラブの運営に関与することを禁じているルールに抵触する可能性があるため。株式の売却先は、三菱重工業など同じ三菱グループを中心に調整し、クラブ名も存続させる方針[101]。
- 12日
  - 【Jリーグ】この日行われたJリーグ理事会で、2017年シーズンからJ1の大会方式を1ステージ制に変更する事が正式に決定[102]。
  - 【Jリーグ】2017シーズンJ3クラブライセンスでグルージャ盛岡に関して前代表取締役副社長による会社資金の私的流用問題で経営状況を中心に引き続き事実確認を行っているため、11月理事会で継続審議を行うことを発表[103]。
- 15日 - 【Jリーグ】2016 JリーグYBCルヴァンカップ （ノックアウトステージより「Jリーグヤマザキナビスコカップ」から改称）決勝が埼玉スタジアム2002が行われ、浦和レッズとガンバ大阪は1 - 1で延長でも決着が付かずPK戦の末、浦和レッズがガンバ大阪に5-4で制し、13年ぶり2度目の優勝が決定[104]。
- 22日 - 【Jリーグ】 明治安田生命J1リーグ・2ndステージ第15節で年間順位17位の湘南ベルマーレは大宮アルディージャに2-3で敗れ、湘南ベルマーレの年間16位以下が確定し、3年ぶり4度目のJ2降格が決定[105]。
- 23日
  - 【なでしこリーグ】プレナスなでしこリーグ1部第18節で10位岡山湯郷Belleはアルビレックス新潟レディースに1 - 2で敗れて、なでしこリーグ2部降格が決定。また9位コノミヤ・スペランツァ大阪高槻はなでしこリーグ2部2位のちふれASエルフェン埼玉との入れ替え戦に回る事も決定[106]。
  - （現地時間）【CAF】CAFチャンピオンズリーグ2016 2ndレグが エジプト・アレクサンドリアで行われ、マメロディ・サンダウンズはザマレクに0 - 1で敗れたものの、2戦合計で3 - 1で勝利して初優勝[107]。
- 24日（現地時間） - 【AFC】バーレーンで開催していたAFC U-19選手権2016準々決勝で日本はタジキスタンに4-0で勝利し、2017年に韓国で開催の2017 FIFA U-20ワールドカップに5大会ぶり9回目の出場が決定[108]。
- 29日 - 【Jリーグ】 明治安田生命J1リーグ・2ndステージ第16節で浦和レッズがジュビロ磐田に1-0で勝利し、2ndステージ優勝とチャンピオンシップ出場が決定[109]。
- 30日（現地時間） - 【AFC】バーレーンで開催されていたAFC U-19選手権2016決勝で日本vsサウジアラビアは0-0となり、延長戦でも決着が付かず、PK戦の末、日本が5-3で勝利して初優勝[110]。
- 31日 - 【Jリーグ】 浦和レッズ運営会社の株式50.6％を保有する三菱自動車は、保有株式の全部を三菱自動車と三菱重工業が共同出資して設立する持株会社「ダイヤモンドF.C.パートナーズ」（仮称）に譲渡すると発表。三菱自動車が横浜F・マリノスの親会社である日産自動車から株式の33％の出資を受けることにより、Jリーグが禁じている「単一企業が複数クラブの運営に関与すること」に抵触することから、三菱自動車の間接保有割合を支配株主とならない20％以下に抑えるための措置[111]。

### 11月
- 1日（現地時間） - 【ブンデスリーガ】ドイツ代表で2014 FIFAワールドカップ優勝、FIFAワールドカップ通算16得点の歴代最多記録、同国代表として通算137試合出場（2位）、71得点（1位）などの功績を残したミロスラフ・クローゼが現役引退を表明[112]。
- 3日 - 【Jリーグ】 明治安田生命J1リーグ・2ndステージは第17節が行われ全日程終了。
  - 年間順位1位争いは、前節を終え1位の浦和レッズが横浜F・マリノスと1 - 1の引き分けだったが、2位の川崎フロンターレがガンバ大阪に2 - 3で敗れたため、浦和の年間1位が決定。川崎は年間2位となりチャンピオンシップ初戦で1stステージ優勝の鹿島アントラーズと対戦することが決まった[113]。
  - 残留争いは、前節を終え年間順位16位の名古屋グランパスが湘南ベルマーレに1 - 3で敗れ、同じく15位アルビレックス新潟も広島に0 - 1で敗れたものの、得失点差で名古屋が16位となり、クラブ史上初のJ2降格（旧JSL時代を含めると1990年度以来27年ぶりの2部降格）が決定[114][115]。また、アビスパ福岡[98]、湘南ベルマーレ[105] のJ2降格が決定している。
- 13日 - 
  - 【JFL】JFL・2ndステージは第15節が行われ全日程終了。アスルクラロ沼津はファジアーノ岡山ネクストに3 - 1で勝利し、年間順位を3位としてJ3加盟条件である年間順位4位以内が確定[116]。またHonda FCはブリオベッカ浦安に2 - 1で勝利し、2ndステージ1位でJFLチャンピオンシップの出場権を獲得[117]。
  - 【なでしこリーグ】プレナスなでしこリーグ1部・2部入れ替え戦第2戦で2部のちふれASエルフェン埼玉は1部のコノミヤ・スペランツァ大阪高槻に4 - 1で先勝[118]。
- 16日 - 
  - 【Jリーグ】この日行われたJリーグ理事会で、アスルクラロ沼津のJ3入会が承認[119]。
  - 【Jリーグ】この日行われたJリーグ理事会で、先月の理事会より継続審議となっていたグルージャ盛岡の2017シーズン J3クラブライセンスの交付を決定[120]。ただし裁定委員会に諮問し、1.けん責（始末書をとり、将来を戒める）、2.制裁金500万円の制裁を科すことを発表[121]。
  - 【リーガ・エスパニョーラ】 FCバルセロナは、楽天と2017年7月から4年間のメインスポンサー契約を締結した事を発表[122]。
- 19日 - 【AFC】AFCチャンピオンズリーグ2016 決勝1stレグが 韓国・全州で行われ、ホームの全北現代がアル・アインに2 - 1で先勝[123]。
- 20日
  - 【Jリーグ】 明治安田生命J2リーグ第42節・J3リーグ第30節が行われ、ともにレギュラーシーズン全日程終了[124]。
    - 前節を終えJ2・1位の北海道コンサドーレ札幌は同じくJ2・最下位だったツエーゲン金沢と0 - 0で引き分け。2位清水エスパルスは徳島ヴォルティスに2 - 1で勝利。3位松本山雅FCは横浜FCに3 - 2で勝利したものの得失点差で清水を抜くことが出来なかった。また21位ギラヴァンツ北九州はモンテディオ山形に0 - 3で敗れた。
    - この結果札幌が9年ぶり3回目のJ2優勝と5年ぶり5回目のJ1昇格、清水が降格して1年でのJ1復帰が決定。J1昇格プレーオフ初戦は3位の松本山雅対6位ファジアーノ岡山FC（松本平）、4位セレッソ大阪対5位京都サンガF.C.（キンチョウ）の組み合わせで行われることになった[125]。また北九州と金沢は順位が入れ替わり北九州がJリーグ参戦7年にしてJ3降格、入れ替わって大分がJ3優勝を決め1年でJ2復帰[126]、J2・J3入れ替え戦は金沢対栃木の組み合わせとなった[124]。
    - J3では1位大分トリニータがガイナーレ鳥取に4 - 2で勝利、2位栃木SCはグルージャ盛岡と2 - 2で引き分けた。この結果、大分のJ3リーグ初優勝と1年でのJ2復帰が決定。一方、栃木はJ2・J3入れ替え戦に廻ることも決定[124][126]。

  - 【なでしこリーグ】プレナスなでしこリーグ1部・2部入れ替え戦第2戦で2部のちふれASエルフェン埼玉は1部のコノミヤ・スペランツァ大阪高槻に1 - 0で勝利。2戦合計で5 - 1となり、ちふれの1年での1部復帰が決定。一方コノミヤは3年ぶりの2部降格が決定[127]。
- 23日 - 【Jリーグ】 Jリーグチャンピオンシップ・準決勝で年間順位3位の鹿島アントラーズが年間順位2位の川崎フロンターレに1 - 0で勝利し、年間1位の浦和レッズと対戦する決勝進出が決定[128]。
- 26日
  - 【JFL】JFLチャンピオンシップが柏の葉公園総合競技場で第1戦が行われ、流経大ドラゴンズ龍ケ崎はHonda FCと2 - 2の引き分け[129]。
  - （現地時間）【AFC】AFCチャンピオンズリーグ 2016 決勝2ndレグが アラブ首長国連邦・アルアインで行われ、アル・アインと全北現代は1 - 1の引き分けで2戦合計で3 - 2で、全北現代の10大会ぶり2回目の優勝が決定[130]。
- 27日
  - 【Jリーグ】
    - J2・J3入れ替え戦が栃木県グリーンスタジアムで第1戦が行われ、J2・21位のツエーゲン金沢がJ3・2位の栃木SCに1 - 0で先勝[131]。
    - J1昇格プレーオフでJ2・6位のファジアーノ岡山が3位の松本山雅FCに2 - 1で勝利。また4位のセレッソ大阪は5位の京都サンガF.C.と1 - 1の引き分けで順位上位のセレッソ大阪が勝ち抜け。この結果、決勝はセレッソ大阪とファジアーノ岡山の対戦に決定[132]。

  - 【JFA・地域】全国地域サッカーチャンピオンズリーグ2016決勝ラウンドで優勝のFC今治と2位のヴィアティン三重の2017年のJFL昇格が内定[133]。
- 28日（現地時間） - 【CONMEBOL】カンピオナート・ブラジレイロ・セリエA（ブラジル1部リーグ）・シャペコエンセの選手・監督および関係者、報道関係者などが乗せた旅客機がコロンビア・メデジン付近の山岳地帯で墜落し、71人が死亡。詳細はラミア航空2933便墜落事故の項を参照[134]。
- 29日 - 【Jリーグ】Jリーグチャンピオンシップ決勝第1戦がカシマサッカースタジアムで行われ、浦和レッズが鹿島アントラーズに1 - 0で先勝[135]。

### 12月
- 3日 - 【Jリーグ】Jリーグチャンピオンシップ決勝第2戦が埼玉スタジアム2002で行われ、鹿島アントラーズが浦和レッズに2 - 1で勝利。2戦合計で2 - 2の引き分けだったがアウェーゴール数で鹿島が上回り、鹿島アントラーズの7年ぶり8回目の優勝が決定[136]。
- 4日
  - 【Jリーグ】
    - J2・J3入れ替え戦が富山県総合運動公園陸上競技場で第2戦が行われ、ツエーゲン金沢が栃木SCに2 - 0。2戦合計でも3 - 0で勝利して、J2残留が決定[137]。
    - J1昇格プレーオフがキンチョウスタジアムで決勝が行われ、セレッソ大阪がファジアーノ岡山に1 - 0で勝利して3年ぶりのJ1昇格が決定[138]。

  - 【JFL】 JFLチャンピオンシップがホンダ都田サッカー場で第2戦が行われ、Honda FCが流経大ドラゴンズ龍ケ崎に1 - 0。2戦合計で3 - 2で勝利して、2年ぶり6回目の優勝が決定[139]。
- 7日 - 【JFL】 この日行われたJFL理事会で、全国地域サッカーチャンピオンズリーグ2016優勝のFC今治と準優勝のヴィアティン三重のJFL加盟が正式に決定[140]。
- 12日（現地時間） - 【フランス・フットボール】 2016年のバロンドールにレアル・マドリードのクリスティアーノ・ロナウドが2年ぶり4度目の受賞（FIFAバロンドールも含む）[141]。
- 14日 - 【FIFA】 FIFAクラブワールドカップ2016準決勝第1試合が市立吹田サッカースタジアムで行われ、開催国代表の鹿島アントラーズが南米代表のアトレティコ・ナシオナルを3 - 0で下し、アジアサッカー連盟 (AFC) 所属クラブとして初の決勝進出を決めた。なお、この試合の1点目は、今大会FIFA主催大会で初めて本格導入されたビデオ・アシスタント・レフェリーを用いたPK判定によるものであった[142]。
- 15日 - 【Jリーグ】 スカパーJSATが2017年以降のJリーグ中継から撤退することを発表。2017年シーズン以降のJリーグ放映権を獲得したパフォーム・グループとのサブライセンス交渉が成立しなかったため[143]。
- 18日
  - 【FIFA】FIFAクラブワールドカップ2016・決勝が横浜国際総合競技場で行われ、欧州代表のレアル・マドリードが開催国代表の鹿島アントラーズを延長戦の末に4 - 2で下し、2年ぶり2回目の優勝[144]。
  - 【JFA・JUFA】 第65回全日本大学サッカー選手権大会決勝が行われ、筑波大学が日本体育大学を8-0で破り13大会ぶり9度目の優勝[145]。
- 25日 - 【JFA】第38回皇后杯全日本女子サッカー選手権大会決勝行われ、INAC神戸レオネッサとアルビレックス新潟レディースは0-0で延長戦となったものの、延長戦でも決着がつかず、PK戦の末INACが5-4で勝利し、2年連続6回目の優勝[146]。

## 国内リーグ優勝クラブ

### ヨーロッパ
- イタリア
  - 〈リーグ〉セリエA 2015-2016 - ユヴェントス（5シーズン連続32回目）
- フランス
  - 〈リーグ〉リーグ・アン2015-2016 - パリサンジェルマン（4シーズン連続6回目）
- イングランド
  - 〈リーグ〉プレミアリーグ2015-2016 - レスター（初優勝）
- ドイツ
  - 〈リーグ〉ドイツ・ブンデスリーガ2015-2016 - バイエルン・ミュンヘン（4シーズン連続26回目）
- スペイン
  - 〈リーグ〉リーガ・エスパニョーラ2015-2016 - バルセロナ（2シーズン連続24回目）
- ポルトガル
  - 〈リーグ〉プリメイラ・リーガ2015-2016 - ベンフィカ（3シーズン連続35回目）
- オランダ
  - 〈リーグ〉エールディヴィジ2015-2016 - PSVアイントホーフェン（2シーズン連続23回目）

### 南米
- ブラジル
  - 〈リーグ〉2016 カンピオナート・ブラジレイロ・セリエA - パルメイラス（22年ぶり9回目）
- アルゼンチン
  - 〈リーグ〉2016 アルゼンチン・プリメーラ・ディビシオン - ラヌース（9年ぶり2回目）

### アジア
- 韓国
  - 〈リーグ〉Kリーグクラシック 2016 - FCソウル（4年ぶり6回目）
- 中国
  - 〈リーグ〉スーパーリーグ 2016 - 広州恒大（6シーズン連続6回目）

## クラブチームによる国際大会
OFCチャンピオンズリーグ2016
- 4月23日（決勝）
  -  オークランド・シティFC（6年連続8回目）

CONCACAFチャンピオンズリーグ2015-16
- 4月27日（決勝）
  -  クルブ・アメリカ（2年連続7回目）

UEFAヨーロッパリーグ 2015-16
- 5月18日（決勝）
  -  セビージャFC（3年連続5回目）

UEFA女子チャンピオンズリーグ2015-16
- 5月26日（決勝）
  -  オリンピック・リヨン（4年ぶり3回目）

UEFAチャンピオンズリーグ 2015-16
- 5月28日（決勝）
  -  レアル・マドリード（2年ぶり11回目）

コパ・リベルタドーレス2016
- 7月27日（決勝）
  -  アトレティコ・ナシオナル（27年ぶり2回目）

2016 UEFAスーパーカップ
- 8月9日
  -  レアル・マドリード（2年ぶり3回目）

スルガ銀行チャンピオンシップ2016
- 8月10日・茨城県立カシマサッカースタジアム
  -  鹿島アントラーズ 0 - 1  インデペンディエンテ・サンタフェ
    - インデペンディエンテ・サンタフェは初優勝。

CAFチャンピオンズリーグ2016
- 10月23日（決勝）
  - マメロディ・サンダウンズ（初優勝）

AFCチャンピオンズリーグ2016
- 11月26日（決勝）
  -  全北現代モータース（10年ぶり2回目）

FIFAクラブワールドカップ2016
- 12月18日（決勝）
  -  レアル・マドリード（2年ぶり2回目）

## ナショナルチームによる国際大会
OFCネイションズカップ2016
- 5月28日 - 6月11日（ パプアニューギニア）
  -  ニュージーランド（2大会ぶり5回目）

コパ・アメリカ・センテナリオ
- 6月3日 - 6月26日（ アメリカ合衆国）
  -  チリ（2大会連続2回目）

UEFA EURO 2016
- 6月10日 - 7月10日（ フランス）
  -  ポルトガル（初優勝）

### 年代別代表
AFC U-23選手権2016兼リオデジャネイロオリンピック・アジア地区男子最終予選
- 1月12日 - 1月30日（ カタール）
  -  日本（初優勝）

リオデジャネイロオリンピックサッカー男子
- 8月4日 - 20日（ ブラジル）
  -  ブラジル（初優勝）

AFC U-16選手権2016
- 9月15日 - 10月2日（ インド）
  -  イラク（初優勝）

AFC U-19選手権2016
- 10月13日 - 30日（ バーレーン）
  -  日本（初優勝）

### 女子
リオデジャネイロオリンピックサッカー女子
- 8月3日 - 19日（ ブラジル）
  -  ドイツ（初優勝）

2016 FIFA U-17女子ワールドカップ
- 9月30日 - 10月21日（ ヨルダン）
  -  北朝鮮（4大会ぶり2回目）

2016 FIFA U-20女子ワールドカップ
- 11月13日 - 12月3日（ パプアニューギニア）
  -  北朝鮮（5大会ぶり2回目）

### フットサル
2016 AFCフットサル選手権
- 2月10日 - 2月21日（ ウズベキスタン・タシュケント）
  -  イラン（3大会ぶり11回目）

2016 FIFAフットサルワールドカップ
- 9月10日 - 10月1日（ コロンビア）
  -  アルゼンチン（初優勝）

## 日本

### クラブチームによる国内大会

#### 男子中心
第95回天皇杯全日本サッカー選手権大会
- 決勝 1月1日・味の素スタジアム[1]
  - ガンバ大阪 2 - 1 浦和レッズ
    - ガンバ大阪は前身の松下電器時代も含めて2大会連続5回目の優勝。

FUJI XEROX SUPER CUP2016
- 2月20日・日産スタジアム[22]
  - サンフレッチェ広島 3 - 1  ガンバ大阪
    - サンフレッチェ広島は2年ぶり4回目の優勝。

2016JリーグYBCルヴァンカップ
- 決勝10月15日・埼玉スタジアム2002
  - 浦和レッズ 1 - 1(PK5-4)  ガンバ大阪
    - 浦和レッズは13年ぶり2回目の優勝。

第52回全国社会人サッカー選手権大会
- 決勝 10月26日・西条市ひうち陸上競技場
  - 三菱自動車水島FC 2 - 2(PK5-3) 鈴鹿アンリミテッドFC
    - 三菱水島FCは初優勝。

Jリーグ
- 明治安田生命J1リーグ
  - Jリーグチャンピオンシップ　11月29日・12月3日
    - 年間優勝　鹿島アントラーズ（7年ぶり8回目）

  - 1stステージ　2月27日 - 6月25日
    - 優勝 鹿島アントラーズ 勝点39

  - 2ndステージ　7月2日 - 11月3日
    - 優勝 浦和レッズ 勝点41
    - 年間勝点1位 浦和レッズ 勝点74
- 明治安田生命J2リーグ
  - 2月28日 - 11月20日
    - 優勝 北海道コンサドーレ札幌 勝点85（9年ぶり3回目）
- 明治安田生命J3リーグ
  - 3月13日 - 11月20日
    - 優勝 大分トリニータ 勝点61（初優勝）

全国地域サッカーチャンピオンズリーグ2016
- 11月11日 - 11月27日
  - 優勝 FC今治（初優勝）

第18回日本フットボールリーグ
- JFLチャンピオンシップ　11月26日・12月4日
  - 年間優勝 Honda FC（2年ぶり6回目）
- 1stステージ　3月6日 - 6月5日
  - 優勝 流経大ドラゴンズ龍ケ崎　勝点35[147]
- 2ndステージ　6月18日 - 11月13日
  - 優勝 Honda FC　勝点36

#### 女子
- プレナスなでしこリーグカップ1部2016
  - 決勝 9月3日・味の素フィールド西が丘
    -  日テレ・ベレーザ 4 - 0 ジェフユナイテッド市原・千葉レディース[148]。
      - 日テレ・ベレーザは2大会ぶり4回目の優勝。
- プレナスなでしこリーグカップ2部2016
  - 決勝 9月3日・味の素フィールド西が丘
    -  ASハリマ アルビオン 2 - 0 日体大 FIELDS 横浜
      - ASハリマ アルビオンは初優勝。
- プレナスなでしこリーグ1部
  - 3月26日 - 10月23日
    - 優勝 日テレ・ベレーザ　勝点44
      - 日テレ・ベレーザは2年連続14回目の優勝。
- プレナスなでしこリーグ2部
  - 3月26日 - 10月16日
    - 優勝 ノジマステラ神奈川相模原　勝点46
      - ノジマステラ神奈川相模原は初優勝。
- プレナスチャレンジリーグ
  - 4月10日 - 9月11日
    - 優勝 オルカ鴨川FC
      - オルカ鴨川FCは初優勝。

- 第38回皇后杯全日本女子サッカー選手権大会
- 決勝 12月25日・フクダ電子アリーナ
  - INAC神戸レオネッサ（なでしこリーグ） 0 - 0(PK5-4)  アルビレックス新潟レディース（なでしこリーグ）
    - INAC神戸レオネッサは2年連続6回目の優勝

#### 学生・ユースクラブ
- 第24回全日本高等学校女子サッカー選手権大会
  - 決勝 1月10日・ノエビアスタジアム神戸[5]
    - 　藤枝順心高校（東海1/静岡） 3 - 2 神村学園高等部（九州1/鹿児島）
      - 藤枝順心高校は9年ぶり2回目の優勝。

- 第94回全国高等学校サッカー選手権大会
  - 決勝 1月11日・埼玉スタジアム2002[6]
    - 東福岡高校（福岡） 5 - 0 國學院大學久我山高校（東京A）
      - 東福岡高校は17年ぶり3回目の優勝。

- 第24回全日本大学女子サッカー選手権大会
  - 決勝 1月17日・味の素フィールド西が丘[9]
    - 早稲田大学（関東1/東京）2  - 1 神奈川大学（関東5/神奈川）
      - 早稲田大学は5年ぶり4回目の優勝。

平成28年度全国高等学校総合体育大会
- 男子決勝 8月2日・エディオンスタジアム広島
  - 市立船橋（千葉第2） 1 - 0流通経済大付柏市立船橋（千葉第1）[149]。
    - 市立船橋高校は3年ぶり9度目の優勝。
- 女子決勝 8月2日・エディオンスタジアム広島
  -  藤枝順心（東海1/静岡） 1 - 0 作陽（中国/岡山）[150]。
    - 藤枝順心は初優勝。

第40回日本クラブユースサッカー選手権 (U-18)大会
- 決勝 8月4日・味の素フィールド西が丘
  - FC東京U-18（関東関東/東京） 2 - 0 清水エスパルスユース（東海東海/静岡）[151]。
    - FC東京U-18は8年ぶり3度目の優勝。

第40回総理大臣杯全日本大学サッカートーナメント
- 決勝 8月14日・ヤンマースタジアム長居
  - 明治大学（関東3） 1 - 0 順天堂大学（関東8）[152]。
    - 明治大学は初優勝。

第24回Jリーグユース選手権大会
- 決勝 11月19日・ヤマハスタジアム
  - FC東京Ｕ—18 3 - 2 サンフレッチェ広島F.Cユース[153]
    - FC東京U-18は7年ぶり3回目の初優勝。

高円宮杯U-18サッカーリーグ2016チャンピオンシップ
- 決勝 12月17日・埼玉スタジアム2002
  - 青森山田高校（プレミアリーグEAST） 0(PK:4 -2) 0 サンフレチェ広島F.Cユース（プレミアリーグWEST）[154]
    - 青森山田高校は初優勝。

第65回全日本大学サッカー選手権大会
- 決勝 12月18日・浦和駒場スタジアム
  - 筑波大学（関東2/茨城）8 - 0 日本体育大学（関東3/神奈川）[155]
    - 筑波大学は13年ぶり9回目の優勝。

#### フットサル
- Fリーグ 2015-16[156]
  - 2015年5月2日 - 2016年1月9日
    - 優勝 名古屋オーシャンズ
      - 名古屋オーシャンズは9年連続9回目の優勝

- 第21回全日本フットサル選手権大会[157]
  - 3月13日・国立代々木競技場第一体育館
    - ペスカドーラ町田 5 - 3 名古屋オーシャンズ
      - ペスカドーラ町田は初優勝。

## 死去
カッコ内は生年
- 1月2日 -  スティーヴ・ゴフリ、コートジボワール代表（* 1981年）[158]
- 1月23日 -  関本恒一（* 1978年）[159]
- 3月24日 -  ヨハン・クライフ、オランダ代表（* 1947年）[160]
- 4月3日 -  チェーザレ・マルディーニ、元イタリア代表・パラグアイ代表監督（* 1932年）[161]
- 5月6日 -  パトリック・エケング、カメルーン代表（* 1990年）[162]
- 5月16日 -  パウロ・エミリオ、元セレッソ大阪監督（* 1936年）[163]
- 6月8日 -  ステファン・ケシ、元ナイジェリア代表監督（* 1961年）[164]
- 6月8日 -  サシャ・レヴァンドフスキ、元レバークーゼン監督（* 1971年）[165]
- 6月10日 -  シャイブ・アモドゥ（英語版）、元ナイジェリア代表監督（* 1958年）[166]
- 7月10日 -  佐野泉、元ガンバ大阪代表（* 1944年）[167]
- 8月16日 -  ジョアン・アヴェランジェ、第7代FIFA会長（* 1916年）[168]
- 10月25日 -  カルロス・アウベルト、ブラジル代表（* 1944年）[169]
- 11月20日 -  ガブリエル・バディージャ、コスタリカ代表（* 1984年）[170]
- 11月29日 - ラミア航空2933便墜落事故にてシャペコエンセの監督、選手が死去。
  -  カイオ・ジュニオール、シャペコエンセ監督、元ヴィッセル神戸監督（* 1965年）[171]
  -  エヴェルトン・ケンペス・ドス・サントス・ゴンサウベス、元セレッソ大阪、ジェフユナイテッド市原・千葉選手。2013年J2得点王（* 1982年）[171]
  -  クレーベル・サンタナ・ロウレイロ、元柏レイソル選手（* 1981年）[171]
  -  ウィリアン・チエゴ・ジ・ジェズス、元京都サンガF.C.選手（* 1986年）[171]
  -  アルトゥール・ブラジリアーノ・マイア、元川崎フロンターレ選手（* 1992年）[171]